# Combat (photographie)
Pour les articles homonymes, voir Combat (homonymie).

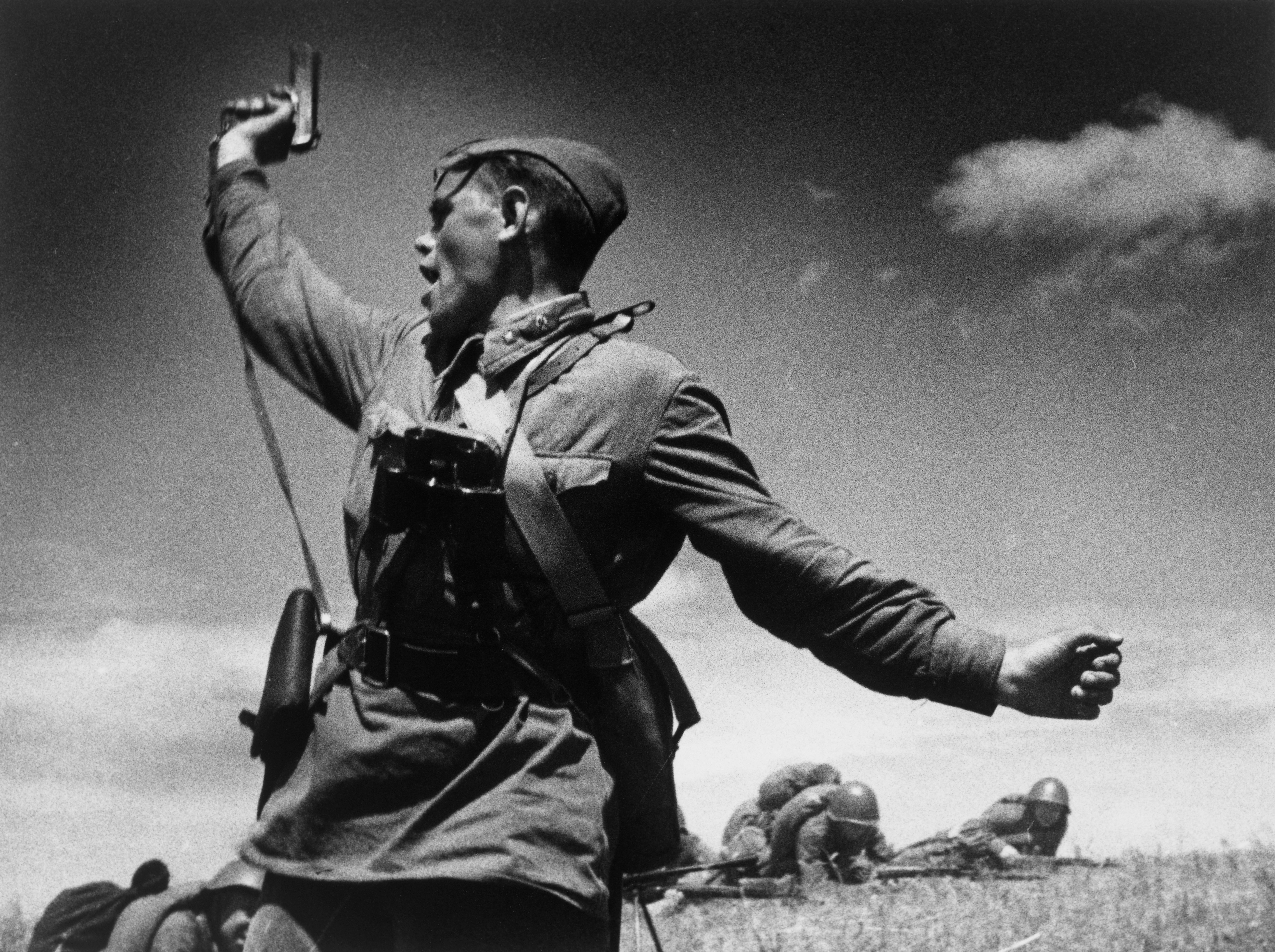
Combat.

Combat (en russe : Комбат, « commandant de bataillon ») est une célèbre photographie de la Seconde Guerre mondiale du photographe Max Alpert. Le titre désigne un rang militaire soviétique.
Elle montre un officier soviétique armé d'un pistolet Tokarev TT qui donne un ordre à son unité au cours d'une attaque au cours de la Seconde Guerre mondiale.
Cette photographie est considérée comme l'une des plus emblématiques de la Seconde Guerre mondiale côté soviétique, mais ni la date ni le sujet ne sont connus avec certitude. Selon la version la plus largement acceptée, la photographie représente Aleksei Gordeyevich Yeryomenko, officier politique du 220e régiment de fusiliers (de la 4e division de fusiliers, dépendant de la 18e armée), quelques minutes avant sa mort le 12 juillet 1942, près du village de Khoroshee (dans l'oblast de Louhansk) en Ukraine.

## Postérité

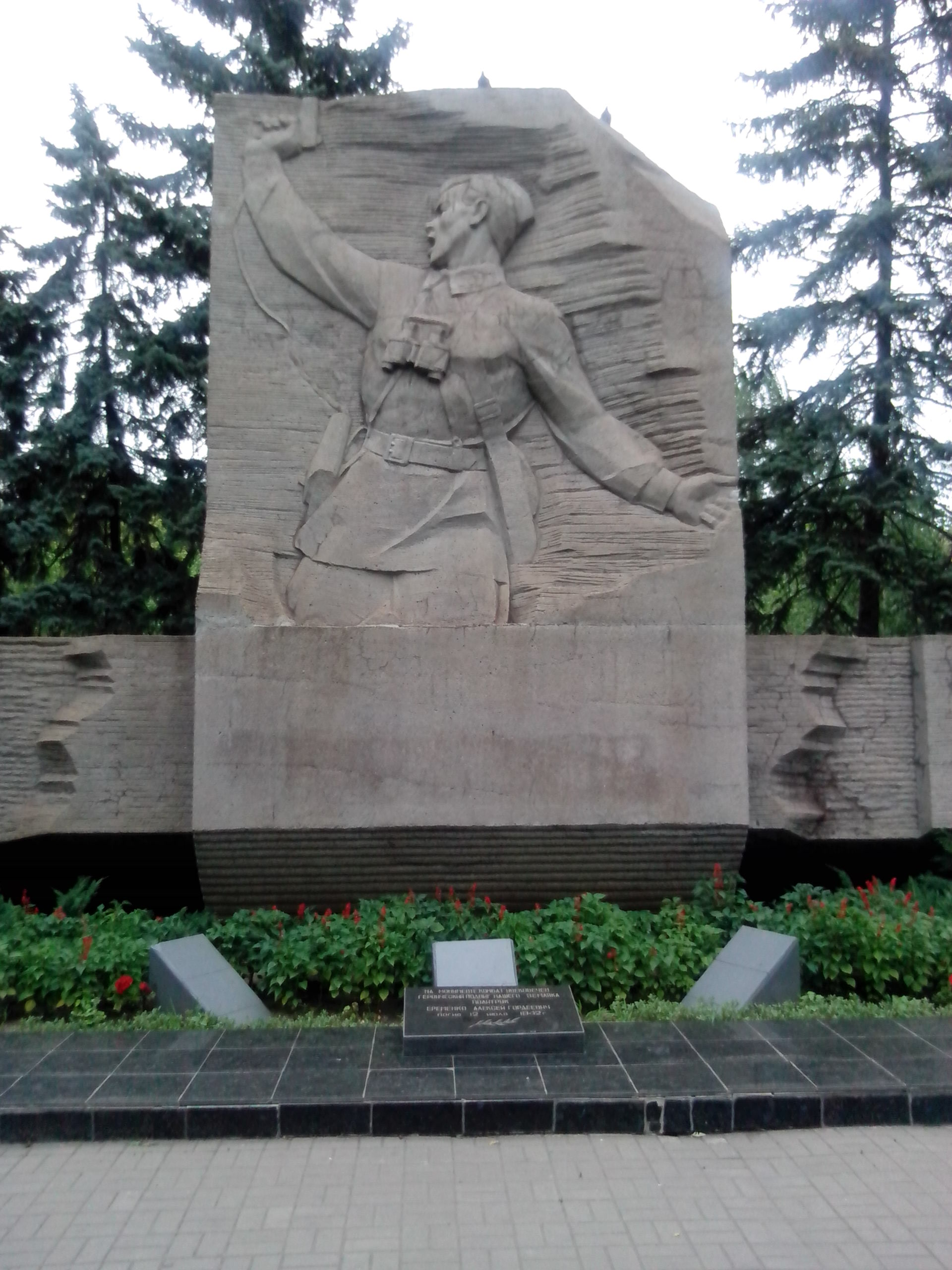
Bas-relief à Zaporizhia en Ukraine.
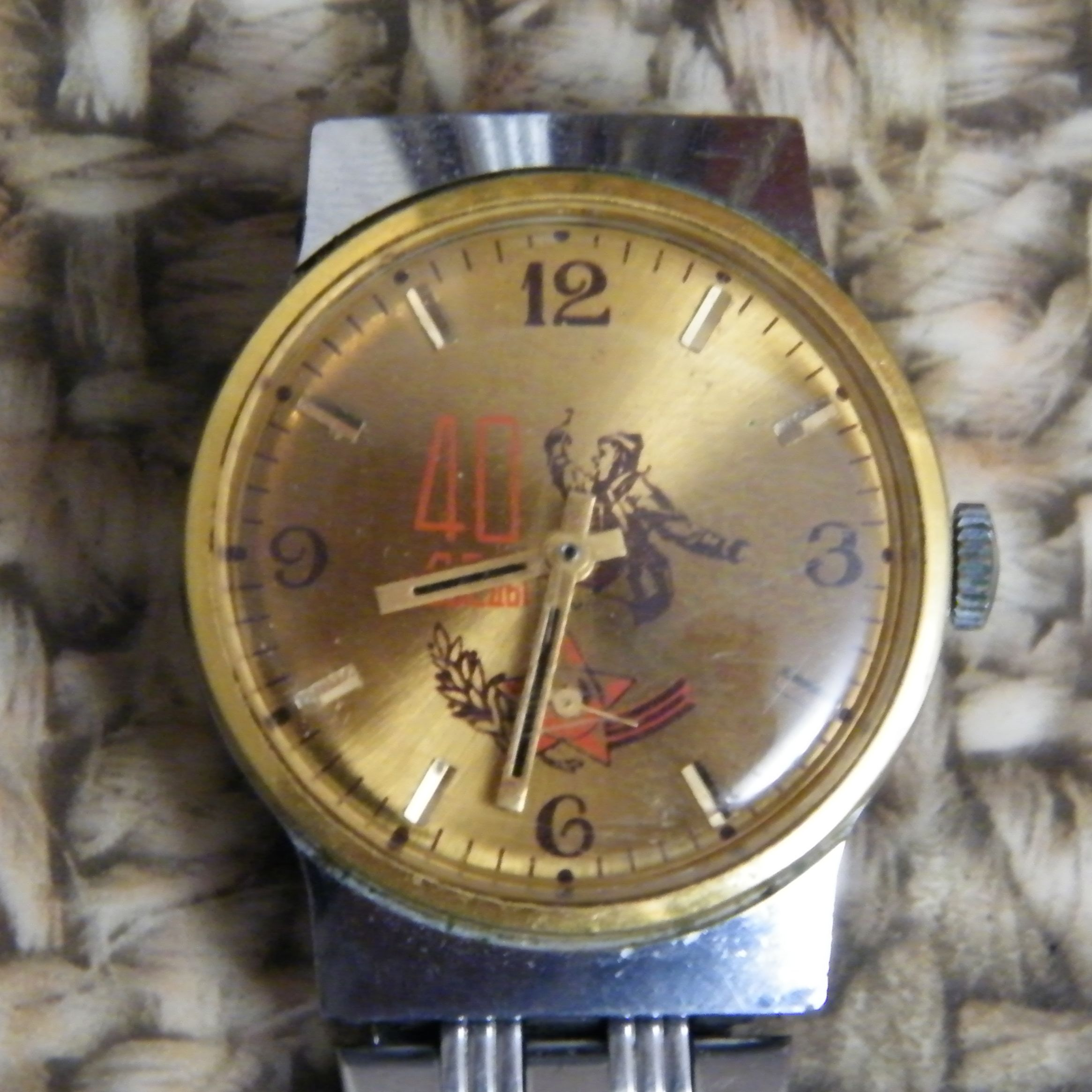
Montre Pobeda avec un cadran commémoratif en 1985.
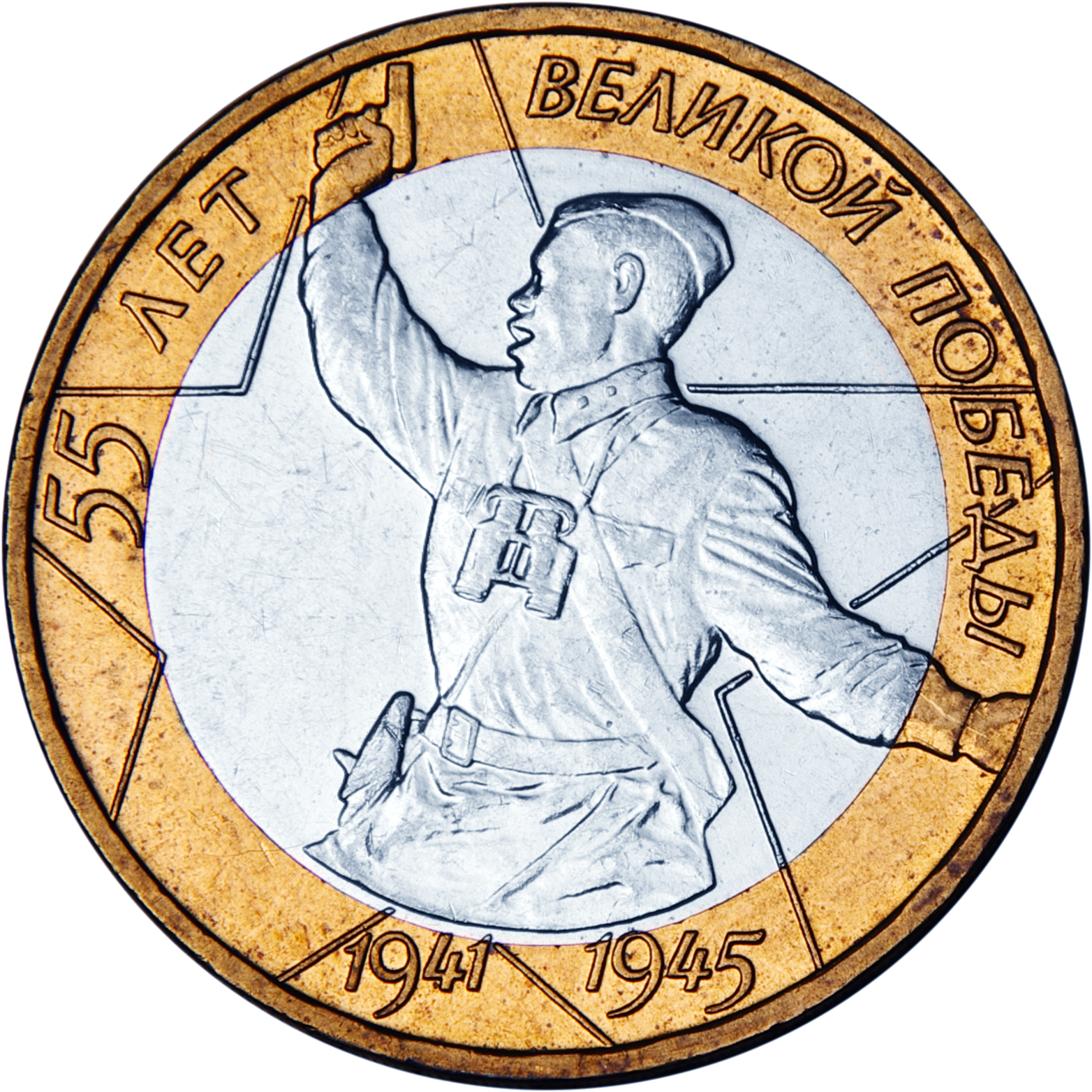
Pièce commémorative en 2000.